# Peter Jankert
Peter Grels Jankert, född 27 oktober 1953 i Katarina församling i Stockholm, är en svensk skådespelare och regissör.

## Biografi
Jankert är utbildad vid Statens scenskola i Malmö 1975–1978. Han har bland annat arbetat vid Västanå teater där han tillsammans med makan Anna Jankert under 14 år var med och utvecklade teatern. Jankert vidareutbildade sig som skådespelare och regissör på Pekingoperaakademin i Peking och vid Konstuniversitetets Teaterhögskola i Helsingfors, där han avlade magisterexamen i teaterkonst 2006. 
År 2010 regisserade Jankert teateruppsättningen Annabelle och Trollkarlen, som senare under spelperioden bytte namn till Annabelle – i kärlekens ljus och mörker, skriven av Hans Söderberg.
Sedan 2009 har Jankert regisserat Gotlandsrevyn.
Han är bosatt på Gotland med makan Anna Jankert; de är gifta sedan 1989.

## Filmografi
- 1993 – Morsarvet – Greven
- 2004 – Masjävlar – Tommy
- 2008 – Om ödet får bestämma – Stefan
- 2010 – Molinska skrönor
- 2010 – Änglavakt – Brandchef
- 2013 – Orion – Läraren

## Teater

### Roller (ej komplett)
| År   | Roll | Produktion      | Regi          | Teater                  |
| ---- | ---- | --------------- | ------------- | ----------------------- |
| 1983 | John | Ön Athol Fugard | Göran Nilsson | Västmanlands länsteater |